# Všegermánská pohanská fronta

Vlajka Všegermánské pohanské fronty

Všegermánská pohanská fronta je novopohanské národovecké pravicově extremistické hnutí, rozšířené v mnoha zemích, jehož přívrženci se rekrutují především z řad metalové a skinheadské scény. Původcem a zprvu i vůdcem hnutí byl norský blackmetalový hudebník Varg Vikernes, který v roce 1993 založil Norskou pohanskou frontu (norsky Norsk Hedensk Front). Svoji ideologii Vikernes nazval odalismus (z pragermánského ôþalan, dědictví) a vyznačovala se obhajobou nacionálního socialismu, antisemitismu, eugeniky a rasistického pohanství. Poté, co Vikernes již roku 1993 nastoupil dlouholetý trest vězení za vraždu, žhářství a další delikty, se organizace vyvinula v „síť nezávislých kmenů“ pod názvem Všegermánská pohanská fronta (německy Allgermanische Heidnische Front). Významnou německou větev hnutí, Deutsche Heidnische Front, založil neonacista Hendrik Möbus roku 1998.